# بطولة أخمات المطلقة
بطولة أخمات المطلقة (بالإنجليزية: Absolute Championship Akhmat)‏ هي منظمة روسية لفنون القتال المختلطة والكيك بوكسينغ والجيو جيتسو البرازيلية وأحد العروض الترويجية الرائدة في أوروبا.

## وصلات خارجية
- ACA at Sherdog
- ACB on FITE